# Lothar Cohn
Lothar Sallmann Cohn (geb. 22. Oktober 1908 in Oelsnitz/Erzgeb.; gest. 21. Januar 1944 in Oranienburg) war ein deutscher Widerstandskämpfer gegen den Nationalsozialismus.

## Leben
Genau wie seine Schwester Marianne und deren Mann Herbert Baum war Lothar Cohn in der linken Jugendbewegung aktiv. Er gehörte der Gruppe „Schwarzer Haufen“ der Kameraden, deutsch-jüdischer Wanderbund an. Später gehörte er als Funktionär der Ortsgruppe Prenzlauer Berg dem KJVD an. In den 1930er Jahren schloss er sich der KPD-Gruppe um Hans Fruck an. Kurz nach seiner Verhaftung im Januar 1944 wurde er im KZ Sachsenhausen erschossen.

## Ehrungen
- In Berlin-Prenzlauer Berg wurde am 31. Januar 1952 der Zillebekeweg nach ihm in Cohnstraße umbenannt.[5]
- Die 29. Polytechnische Oberschule in der benachbarten Mandelstraße wurde ebenfalls nach ihm benannt.